# Jean-François Duclerc
Jean-François Duclerc (Guadalupe, siglo XVI-Río de Janeiro, 18 de marzo de 1711) fue un corsario francés y caballero de la orden de San Luis
Inició su carrera en la Armada Francesa como capitán de una cañonera y luego como capitán de fragata. En 1710 zarpó desde La Rochelle como comandante de una pequeña flota para atacar la ciudad de Río de Janeiro, puerto donde se guardaba el oro de las Minas Generales con destino a Portugal. La flota constaba de seis barcos y llevaba un estimado de 800 a 1200 hombres. a fines de agosto de ese año llegó a la entrada de la bahía de Guanabara e intentó conquistar la ciudad. Los portugueses fueron avisados de su llegada por lo que se perdió el efecto sorpresa y el ataque fracasó. Fallecieron 400 franceses y 700 fueron capturados, incluyendo al mismo Duclerc, acorralados en el área portuaria denominada "trapiche" que servía para almacenar el azúcar. 
Entre el 11 de marzo y el 18 de marzo, Duclerc fue asesinado en condiciones misteriosas por un grupo de enmascarados. Según el concejal Fernandes Pinheiro, Duclerc era una persona que incomodaba al entonces gobernador Francisco de Castro Morais quien no sabía como deshacerse de él.
La versión de la novela histórica  "Os franceses no Rio de Janeiro", de Manuel Duarte Moreira de Azevedo, que narra la ejecución de Duclerc en una celada en la casa del teniente Gomes da Silva se apoya en un documento sobre las sesmarías en la capitanía de Río de Janeiro ya que el personaje, en la vida real Francisco Moniz de Albuquerque, fue propietario de una ses maría en la zona del actual municipio de Petrópolis en 1714.
En septiembre de 1711, una escuadra francesa más poderosa bajo el comando de René Duguay-Trouin, tuvo éxito en su ataque a Río de Janeiro y, aunque no vino precisamente a liberara a los prisioneros franceses sobrevivientes, obtuvo la libertad de los mismos y logró del gobernador Castro Morais el pago de un rescate. 